# Jayme Leão
Jayme Leão (Recife, 18 de março de 1945 — São Paulo, 10 de março de 2014) foi um ilustrador e artista gráfico brasileiro.
Tornou-se conhecido nos anos 1970 e 1980, quando ilustrou e fez capas para a coleção Vagalume, da editora Ática.

## Biografia
Pernambucano, Jayme mudou-se com a família para o Rio de Janeiro ainda na infância. Tendo cursado apenas o ensino fundamental ("primário", na época), começou a trabalhar aos 15 anos, no jornal A Liga.
Com o advento da ditadura, empregou-se como alfaiate, mas logo se aproximou da publicidade e começou a produzir histórias em quadrinho para a editora Brasil América.
Em 1970, já casado, mudou-se para São Paulo, onde começou a fazer ilustrações para veículos alternativos, como O Pasquim e Opinião. Foi cofundador do jornal Movimento. Preso várias vezes, teve de se mudar com a família para o Chile. Na metade da década, começou a colaborar com jornais como Folha de S.Paulo e O Estado de S. Paulo, e revistas como Veja e IstoÉ.
Na editora Ática, onde trabalhou por 12 anos, foi ilustrador e editor de arte, e produziu capas para suas coleções de paradidáticos — incluindo a maioria das obras de Marcos Rey — e de alguns livros adultos.
Morreu de complicações decorrentes de insuficiência renal, no hospital do Mandaqui, em São Paulo, aonde fora levado para tratar de uma crise de desidratação. Ele vinha se recuperando de uma cirurgia feita em janeiro, após sofrer um traumatismo craniano em consequência de uma queda que também lhe causou perda parcial da memória.